# Псомиади, Николай Анастасьевич
Николай Анастасьевич Псомиади (14 августа 1912, Алушта, Ялтинский уезд, Таврическая губерния — 1985) — директор Красноярского судостроительного завода (1955—1978). Почётный гражданин Красноярска.

## Биография
Родился 14 августа 1912 года[по какому календарю?] в Алуште.
В 1937 году закончил Ленинградский институт инженеров водного транспорта. Работал в Нижне-Иртышском пароходстве, затем в «Главвостокфлоте» (Новосибирск), с 1948 года — в аппарате Министерства речного флота.
В 1953 году назначен главным инженером Красноярского судостроительного завода, с 1955 по 1978 годы — директор.

## Награды, поощрения
Награждён орденами Ленина и Октябрьской революции. За вклад в развитие города и завода присвоено звание «Почётный гражданин города Красноярска» (1980).

## Память
В 1988 году назван теплоход из серии «Омский» получил имя «Николай Псомиади».
В ноябре 2018 года в сквере возле здания по адресу проспекта имени газеты «Красноярский рабочий», 160, стр. 1 установлена мемориальная доска Н. А. Псомиади.